# Golden Globe Awards 1991
Die 48. Verleihung der Golden Globe Awards fand am 19. Januar 1991 statt.

## Gewinner und Nominierte im Bereich Film

### Bester Film – Drama
Der mit dem Wolf tanzt (Dancing with Wolves) – Regie: Kevin Costner
- Avalon – Regie: Barry Levinson
- Der Pate III (The Godfather Part III) – Regie: Francis Ford Coppola
- Die Affäre der Sunny von B. (Reversal of Fortune) – Regie: Barbet Schroeder
- GoodFellas – Drei Jahrzehnte in der Mafia (Goodfellas) – Regie: Martin Scorsese

### Bester Film – Musical/Komödie
Green Card – Schein-Ehe mit Hindernissen (Green Card) – Regie: Peter Weir
- Dick Tracy – Regie: Warren Beatty
- Ghost – Nachricht von Sam (Ghost) – Regie: Jerry Zucker
- Kevin – Allein zu Haus (Home Alone) – Regie: Chris Columbus
- Pretty Woman – Regie: Garry Marshall

### Beste Regie
Kevin Costner – Der mit dem Wolf tanzt (Dancing with Wolves) 
- Bernardo Bertolucci – Himmel über der Wüste (The Sheltering Sky)
- Francis Ford Coppola – Der Pate III (The Godfather Part III)
- Barbet Schroeder – Die Affäre der Sunny von B. (Reversal of Fortune)
- Martin Scorsese – GoodFellas – Drei Jahrzehnte in der Mafia (Goodfellas)

### Bester Hauptdarsteller – Drama
Jeremy Irons – Die Affäre der Sunny von B. (Reversal of Fortune)
- Kevin Costner – Der mit dem Wolf tanzt (Dancing with Wolves)
- Richard Harris – Das Feld (The Field)
- Al Pacino – Der Pate III (The Godfather Part III)
- Robin Williams – Zeit des Erwachens (Awakening)

### Bester Hauptdarsteller – Musical/Komödie
Gérard Depardieu – Green Card – Schein-Ehe mit Hindernissen (Green Card)
- Macaulay Culkin – Kevin – Allein zu Haus (Home Alone)
- Johnny Depp – Edward mit den Scherenhänden (Edward Scissorhands)
- Richard Gere – Pretty Woman
- Patrick Swayze – Ghost – Nachricht von Sam (Ghost)

### Beste Hauptdarstellerin – Drama
Kathy Bates – Misery
- Anjelica Huston – Grifters (The Grifters)
- Michelle Pfeiffer – Das Rußland-Haus (The Russia House)
- Susan Sarandon – Frühstück bei ihr (White Palace)
- Joanne Woodward – Mr. & Mrs. Bridge

### Beste Darstellerin – Musical/Komödie
Julia Roberts – Pretty Woman
- Mia Farrow – Alice
- Andie MacDowell – Green Card – Schein-Ehe mit Hindernissen (Green Card)
- Demi Moore – Ghost – Nachricht von Sam (Ghost)
- Meryl Streep – Grüße aus Hollywood (Postcards from the Edge)

### Bester Nebendarsteller
Bruce Davison – Freundschaft fürs Leben (Longtime Companion)
- Armand Assante – Tödliche Fragen (Q&A)
- Hector Elizondo – Pretty Woman
- Andy García – Der Pate III (The Godfather Part III)
- Al Pacino – Dick Tracy
- Joe Pesci – GoodFellas – Drei Jahrzehnte in der Mafia (Goodfellas)

### Beste Nebendarstellerin
Whoopi Goldberg – Ghost – Nachricht von Sam (Ghost)
- Lorraine Bracco – GoodFellas – Drei Jahrzehnte in der Mafia (Goodfellas)
- Diane Ladd – Wild at Heart – Die Geschichte von Sailor und Lula (Wild at Heart)
- Shirley MacLaine – Grüße aus Hollywood (Postcards from the Edge)
- Mary McDonnell – Der mit dem Wolf tanzt (Dancing with Wolves)
- Winona Ryder – Meerjungfrauen küssen besser (Mermaids)

### Bestes Drehbuch
Michael Blake – Der mit dem Wolf tanzt (Dancing with Wolves)
- Francis Ford Coppola, Mario Puzo – Der Pate III (The Godfather Part III)
- Nicholas Kazan – Die Affäre der Sunny von B. (Reversal of Fortune)
- Barry Levinson – Avalon
- Nicholas Pileggi, Martin Scorsese – GoodFellas – Drei Jahrzehnte in der Mafia (Goodfellas)

### Beste Filmmusik
Richard Horowitz, Ryūichi Sakamoto – Himmel über der Wüste (The Sheltering Sky)
- John Barry – Der mit dem Wolf tanzt (Dancing with Wolves)
- Carmine Coppola – Der Pate III (The Godfather Part III)
- Dave Grusin – Havanna
- Randy Newman – Avalon

### Bester Filmsong
„Blaze of Glory“ aus Blaze of Glory – Flammender Ruhm (Young Guns II) – Jon Bon Jovi 
- „I’m Checkin’ Out“ aus Shel Silverstein – Grüße aus Hollywood
- „Promise Me You’ll Remember“ aus Der Pate III (The Godfather Part III) – John Bettis, Carmine Coppola
- „Sooner or Later (I Always Get My Man)“ aus Dick Tracy – Stephen Sondheim
- „What Can You Lose?“ aus Dick Tracy – Stephen Sondheim

### Bester fremdsprachiger Film
Cyrano von Bergerac (Cyrano de Bergerac), Frankreich – Regie: Jean-Paul Rappeneau
- Akira Kurosawas Träume (Yume), Japan – Regie: Akira Kurosawa
- Das schreckliche Mädchen, Deutschland – Regie: Michael Verhoeven
- Requiem für Dominic,  Österreich – Regie: Robert Dornhelm
- Taxi Blues, Sowjetunion – Regie: Pawel Semjonowitsch Lungin

## Gewinner und Nominierte im Bereich Fernsehen

### Beste Serie – Drama
Twin Peaks
- China Beach
- Die besten Jahre (Thirtysomething)
- In der Hitze der Nacht (In the Heat of the Night)
- L.A. Law – Staranwälte, Tricks, Prozesse (L.A. Law)

### Beste Serie – Musical/Komödie
Cheers
- Eine schrecklich nette Familie (Married... with Children)
- Golden Girls (The Golden Girls)
- Mann muss nicht sein (Designing Women)
- Murphy Brown

### Beste Miniserie oder bester Fernsehfilm
Die Purple Heart – Die Stunde des Helden (Decoration Day)
- Caroline?
- Das Phantom der Oper (The Phantom of the Opera)
- Family of Spies
- The Kennedys of Massachusetts

### Bester Darsteller in einer Fernsehserie – Drama
Kyle MacLachlan – Twin Peaks
- Scott Bakula – Zurück in die Vergangenheit (Quantum Leap)
- Peter Falk – Columbo
- James Earl Jones – Gabriel’s Fire
- Carroll O’Connor – In der Hitze der Nacht (In the Heat of the Night)

### Bester Darsteller in einer Fernsehserie – Musical/Komödie
Ted Danson – Cheers
- John Goodman – Roseanne
- Richard Mulligan – Harrys Nest (Empty Nest)
- Burt Reynolds – Daddy schafft uns alle (Evening Shade)
- Fred Savage – Wunderbare Jahre (The Wonder Years)

### Bester Darsteller in einer Miniserie oder einem Fernsehfilm
James Garner – Die Purple Heart – Die Stunde des Helden (Decoration Day)
- Steven Bauer – Das Camarena-Komplott (Drug Wars: The Camarena Story)
- Michael Caine – Jekyll und Hyde (Jekyll & Hyde)
- Tom Hulce – Murder in Mississippi
- Burt Lancaster – Das Phantom der Oper (The Phantom of the Opera)
- Ricky Schroder – Stranger – Rückkehr aus der Vergangenheit (The Stranger Within)

### Beste Darstellerin in einer Fernsehserie – Drama
Sharon Gless – Die Fälle der Rosie O’Neill (The Trials of Rosie O’Neill)

Patricia Wettig – Die besten Jahre (Thirtysomething)
- Dana Delany – China Beach
- Susan Dey – L.A. Law – Staranwälte, Tricks, Prozesse (L.A. Law)
- Jill Eikenberry – L.A. Law – Staranwälte, Tricks, Prozesse (L.A. Law)
- Angela Lansbury – Mord ist ihr Hobby (Murder, She Wrote)

### Beste Darstellerin in einer Fernsehserie – Musical/Komödie
Kirstie Alley – Cheers
- Roseanne Barr – Roseanne
- Candice Bergen – Murphy Brown
- Carol Burnett – Carol & Company
- Katey Sagal – Eine schrecklich nette Familie (Married... with Children)

### Beste Darstellerin in einer Miniserie oder einem Fernsehfilm
Barbara Hershey – Die Axtmörderin (A Killing in a Small Town)
- Annette O’Toole – The Kennedys of Massachusetts
- Suzanne Pleshette – Die Dollar-Queen (Leona Helmsley: The Queen of Mean)
- Lesley Ann Warren – Family of Spies
- Stephanie Zimbalist – Caroline?

### Bester Nebendarsteller in einer Fernsehserie, einer Miniserie oder einem Fernsehfilm
Charles Durning – The Kennedys of Massachusetts
- Barry Miller – Equal Justice
- Jimmy Smits – L.A. Law – Staranwälte, Tricks, Prozesse (L.A. Law)
- Dean Stockwell – Zurück in die Vergangenheit (Quantum Leap)
- Blair Underwood – L.A. Law – Staranwälte, Tricks, Prozesse (L.A. Law)

### Beste Nebendarstellerin in einer Fernsehserie, einer Miniserie oder einem Fernsehfilm
Piper Laurie – Twin Peaks
- Sherilyn Fenn – Twin Peaks
- Faith Ford – Murphy Brown
- Marg Helgenberger – China Beach
- Park Overall – Harrys Nest (Empty Nest)

## Cecil B. De Mille Award
- Jack Lemmon

## Miss Golden Globe
Kaitlin Hopkins (Tochter von Gene Persson und Shirley Knight)